# Veriora
Veriora è un comune rurale dell'Estonia sudorientale, nella contea di Põlvamaa. Il centro amministrativo è l'omonimo borgo (in estone alevik).

## Località
Oltre al capoluogo, il comune comprende 29 località (in estone küla):
Haavapää, Himmiste, Jõevaara, Jõeveere, Kikka, Kirmsi, Koolma, Koolmajärve, Kullamäe, Kunksilla, Laho, Leevi, Lihtensteini, Mõtsavaara, Männisalu, Nohipalo, Pahtpää, Sarvemäe, Soohara, Süvahavva, Timo, Vareste, Verioramõisa, Viira, Viluste, Vinso, Võika, Väike-Veerksu, Vändra.